# Plebejus matildae
Plebejus matildae är en fjärilsart som beskrevs av Bustillo och Rubio 1972. Plebejus matildae ingår i släktet Plebejus och familjen juvelvingar. Inga underarter finns listade i Catalogue of Life.